# Jana Matesová
Jana Matesová (* 7. října 1957 Praha) je česká ekonomka, Českou republiku zastupovala po řadu let u Světové banky. 

## Život
Jana Matesová se narodila v Praze, vyrůstala na Vysočině. Vystudovala VŠE, obor ekonomická statistika.
Řadu let zastupovala ČR ve Světové bance, na pozicích od konzultanta po poradkyni vrchního ředitele. Byla také členkou týmu poradců prezidenta Světové banky pro mezinárodní finanční architekturu a mezivládní organizace G7, G8, G20 a G24.
Podporuje co nejrychlejší výměnu koruny za euro. Není však podle ní realistické, aby se tak stalo dřív než koncem roku 2028.